# Newfoundland and Labrador Route 1
Newfoundland and Labrador Route 1 (NL-1) is een 903 km lange provinciale weg van de Canadese provincie Newfoundland en Labrador. Route 1 is het oostelijkste gedeelte van de Trans-Canada Highway en de belangrijkste verkeersader van het eiland Newfoundland. De weg is erkend als een kernroute in Canada's nationale wegennet.
De weg loopt van aan de zuidwestelijke veerhaven van Channel-Port aux Basques tot in de provinciehoofdstad St. John's, de oostelijkste plaats in Canada. Route 1 passeert verschillende van de grootste plaatsen van het eiland, waaronder (van west naar oost) Corner Brook, Deer Lake, Grand Falls-Windsor, Gander, Clarenville en Mount Pearl.
Het Newfoundlandse deel van de Trans-Canada Highway werd in 1965 in gebruik genomen en luidde het uiteindelijke einde in van de Newfoundland Railway.

## Traject

### West-Newfoundland
Het Newfoundlandse gedeelte van de Trans-Canada Highway (TCH) begint in Channel-Port aux Basques. Deze belangrijke veerhaven ligt vlak bij Cape Ray, het zuidwestelijkste punt van het eiland. Terwijl Route 470 aldaar naar het oosten gaat, vangt Route 1 aan in noordwestelijke richting. De weg draait relatief snel naar het noordoosten toe, om alzo parallel te lopen aan de kustlijn – zij het op een gemiddelde afstand van 5 à 15 km van de zee. De weg loopt daar doorheen Wreckhouse, een gebied dat berucht is vanwege zijn uitzonderlijk winderige omstandigheden.  Kustdorpen staan in verbinding met de TCH via allerlei aftakkingen (zoals Route 404).
Na 144 km is er de belangrijke afslag westwaarts naar Stephenville en het schiereiland Port au Port. 11 km verder is er aan de oostelijke kant de eveneens belangrijke afslag naar Route 480, die plaatsen centraal aan de zuidkust met de rest van het eiland verbindt. Vanaf daar loopt Route 1 nog 167 km verder in noordoostelijke richting, onder andere passerend via de stad Corner Brook en de grote gemeente Deer Lake. Tussen Corner Brook en Deer Lake is de TCH een autoweg.

### Noord-Newfoundland
Bij de afslag naar Route 420 draait de weg tijdelijk naar het zuidoosten toe, om alzo de noordoever van Sandy Lake te volgen. De TCH gaat daarna echter opnieuw 54 km in noordoostelijke richting om uiteindelijk nabij Springdale (Route 390) zijn noordelijkste punt te bereiken.
Na de afslag naar Route 390 gaat de weg 65 km pal naar het zuiden, tot bij het Noord-Newfoundlandse plaatsje Badger. Vanaf daar volgt de weg de rivier Exploits in oostelijke richting, voorbij Grand Falls-Windsor en Bishop's Falls. Na bij Bishop's Falls de Exploits over te steken, loopt de provinciale weg verder oostwaarts voorbij Gander richting het aan de oostkust gelegen Gambo. 

### Oost-Newfoundland
Eens de oostkust bereikt te hebben, gaat de route meer dan 150 km pal naar het zuiden toe; afwisselend langs de zee en via het binnenland. De TCH gaat zo dwars doorheen het Nationaal Park Terra Nova en passeert de grote gemeente Clarenville. Bij Sunnyside betreedt de baan het schiereiland Avalon via zijn isthmus. De weg draait vanaf daar geleidelijk aan naar het zuidoosten en uiteindelijk het oosten toe. Vanaf daar is weg ook vrijwel onafgebroken een autoweg.
Route 1 gaat centraal doorheen Avalon en heeft daar enkele zeer belangrijke aftakkingen die de kustplaatsen aandoen, voornamelijk Route 80, Route 75 en Route 90.
Ter hoogte van Butter Pot Provincial Park gaat de TCH zijn laatste 65 km in. Die zijn allen in noordoostelijke richting, doorheen de Metropoolregio St. John's om uiteindelijk de provinciehoofdstad St. John's zelf te bereiken. Route 1 is voor die stad de facto het westelijke en noordelijke gedeelte van de ringweg. Aan de noordoostelijke rand van de stad – aan de splitsing met Route 30 – kent Route 1 na 903 km zijn oostelijke eindpunt.

## "Mile One"
Hoewel er geen officieel beginpunt voor de Trans-Canada Highway bepaald is, claimt de stad St. John's graag deze eer. Zo is een belangrijke locatie in de stad het Mile One Center, een sportarena, entertainmentcomplex en shoppingcenter. De stad Victoria (Brits-Columbia), aan het uiterste westelijke uiteinde van de TCH, heeft echter eveneens een monument gebouwd ter ere van "Mile One".

## Galerij

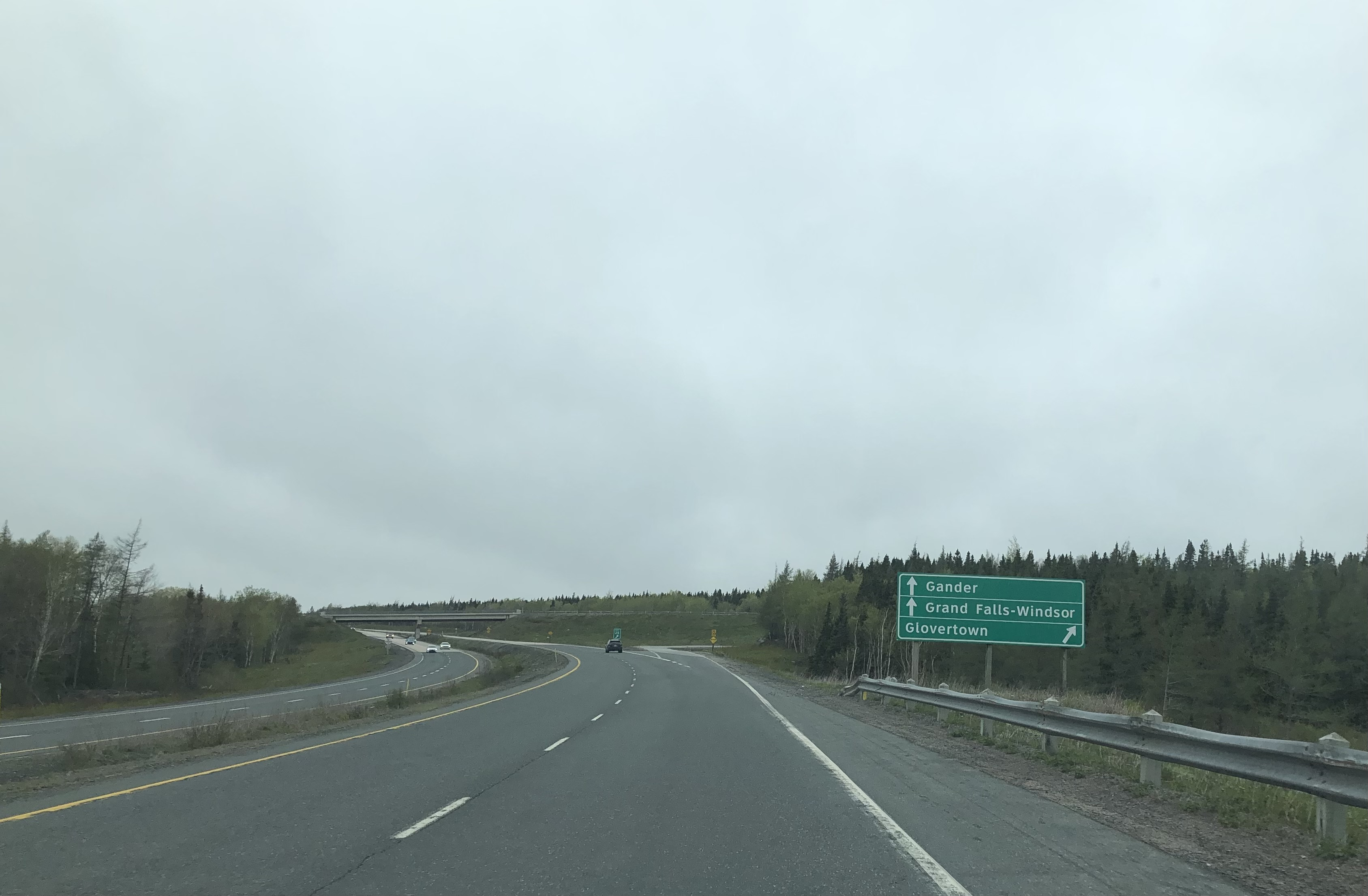
Afrit 25 richting Glovertown
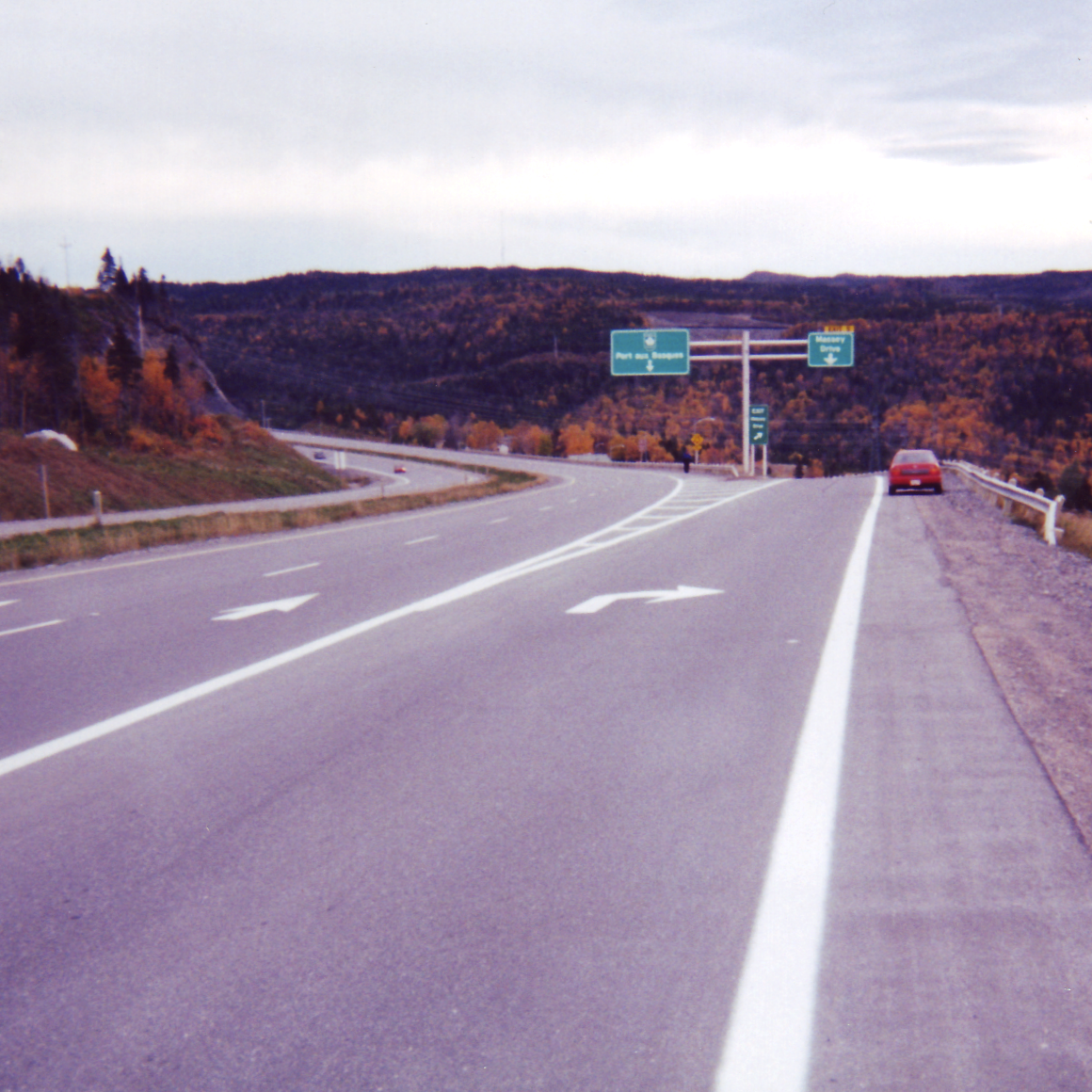
Autoweggedeelte met afrit naar Massey Drive
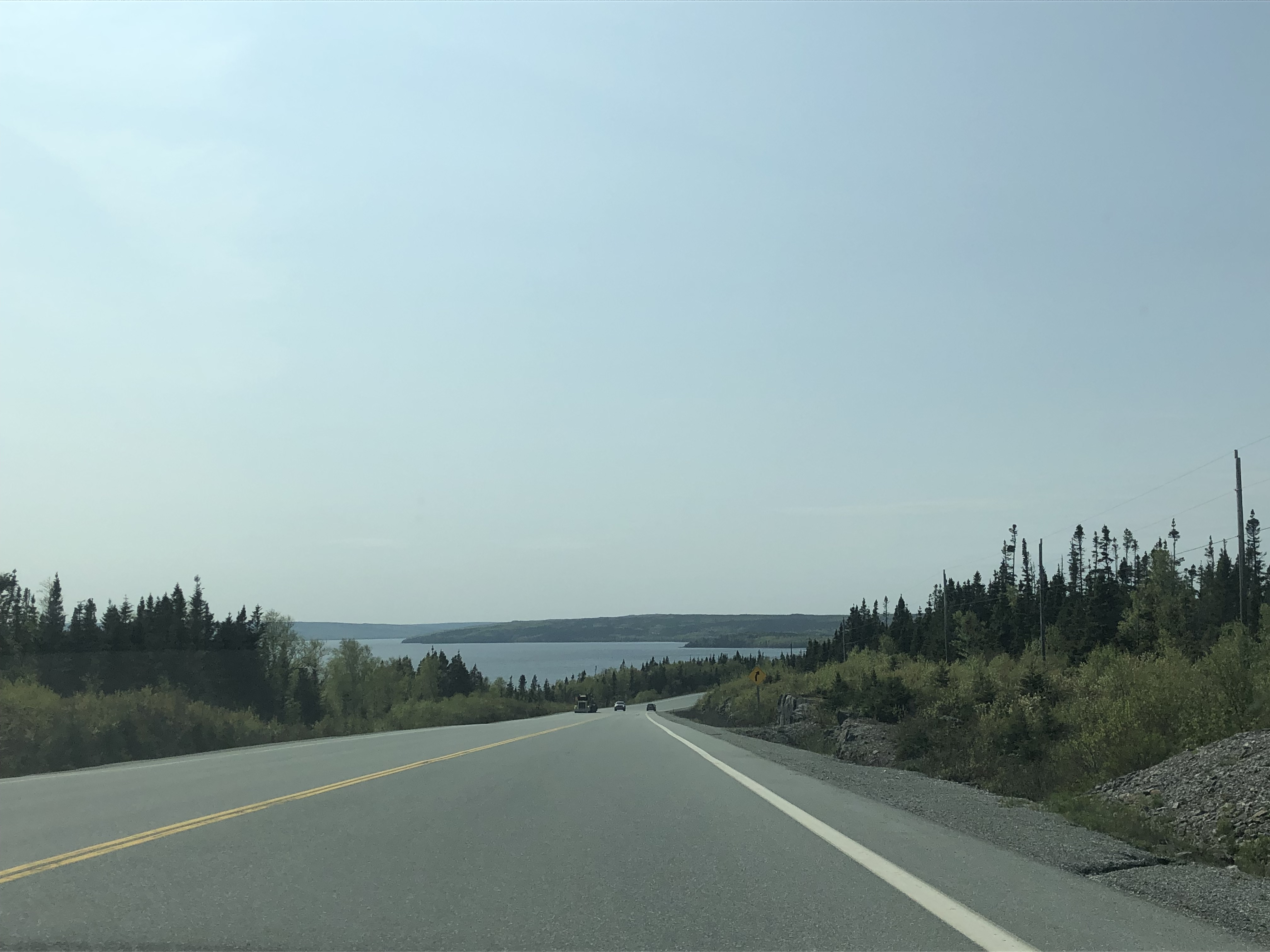
Zicht op Gander Lake vanaf Route 1.
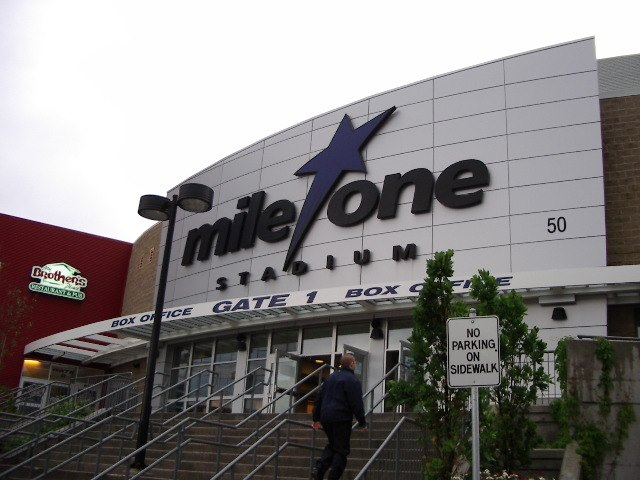
Het Mile One Center in St. John's.